# Jewgienij Rożnow

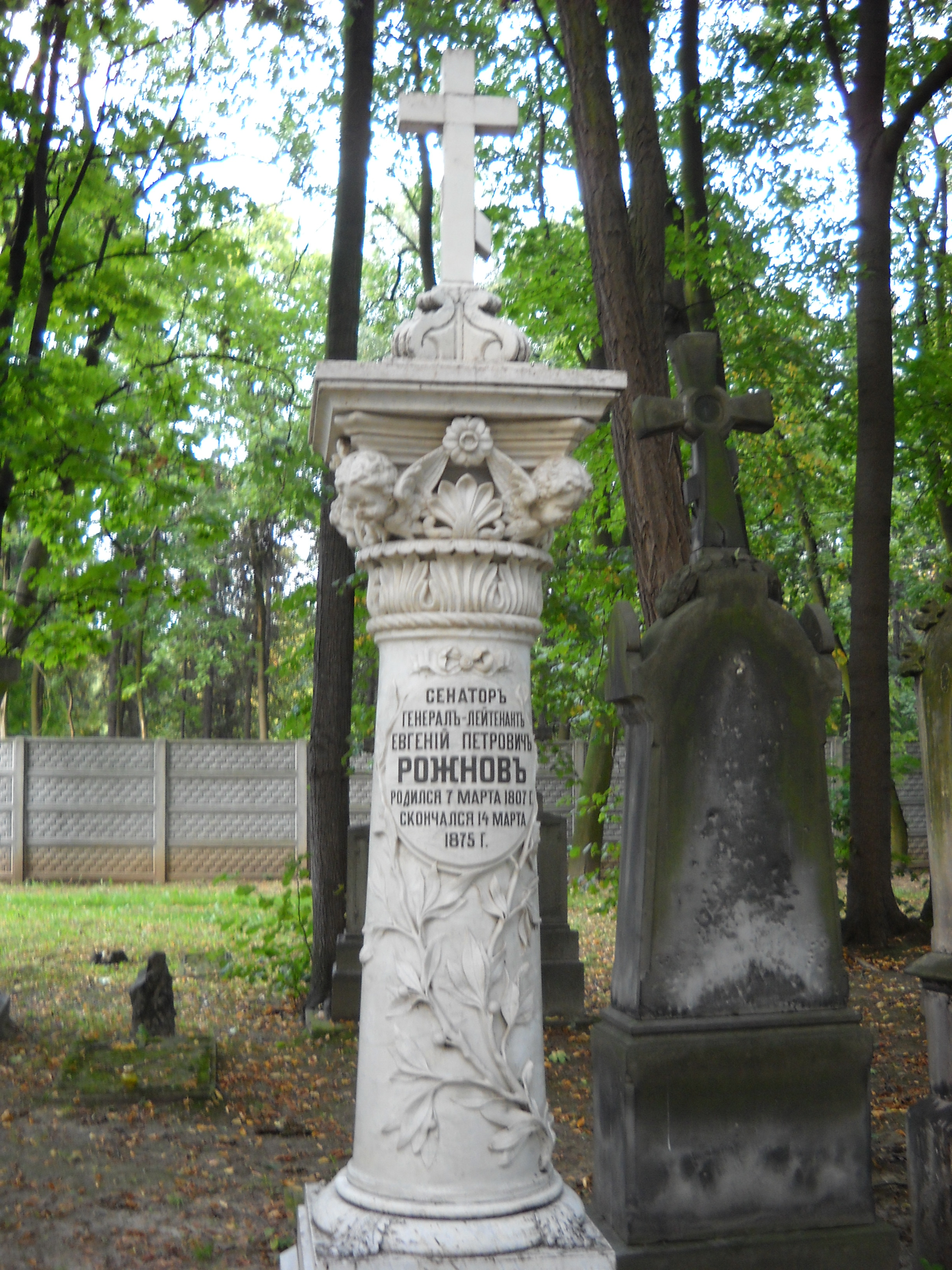
Grób J. Rożnowa na cmentarzu prawosławnym w Warszawie

Jewgienij Pietrowicz Rożnow (ros. Евгений Петрович Рожнов, ur. 1807, zm. 1875 w Warszawie) – generał-major Imperium Rosyjskiego od 1855 roku, gubernator płocki w 1861 i warszawski w latach 1863–1866, senator.

## Życiorys
Wziął udział w tłumieniu powstania listopadowego w szeregach 8 Łubieńskiego Pułku Huzarów. Dwukrotnie odznaczony Orderem św. Anny. W 1839 wstąpił do Lejb-Gwardyjskiego Grodzieńskiego Pułku Huzarów, gdzie w 1846 został podpułkownikiem. W 1853 mianowany dowódcą Pułku Huzarów jego Królewskiej Mości Króla Wirtembergii. W 1861 oddelegowany do guberni lubelskiej w celu spacyfikowania niepokornego chłopstwa. W październiku 1861 został mianowany prezesem komisji śledczej w Cytadeli Warszawskiej, lecz po kilku dniach wskutek złamania ręki przestał pełnić tę funkcję. W 1862 został Dyrektorem Kancelarii Specjalnej do Spraw Stanu Wojennego przy Namiestniku Konstantym Mikołajewiczu Romanowie. Od 1866 był członkiem Warszawskich Departamentów Rządzącego Senatu.
Odznaczony rosyjskim Orderem Orła Białego. Pochowany na cmentarzu prawosławnym w Warszawie.